# Château de Villevêque
Le château de Villevêque, est une maison forte qui fut une résidence épiscopale des évêques d'Angers. Il est situé sur la commune de Villevêque en Maine-et-Loire. Il abrite aujourd'hui, sous le nom de musée-château de Villevêque, une collection d'œuvres d'art léguée en même temps que la demeure à la ville d'Angers par le dernier propriétaire des lieux. Il fait désormais partie des Musées d'Angers. 

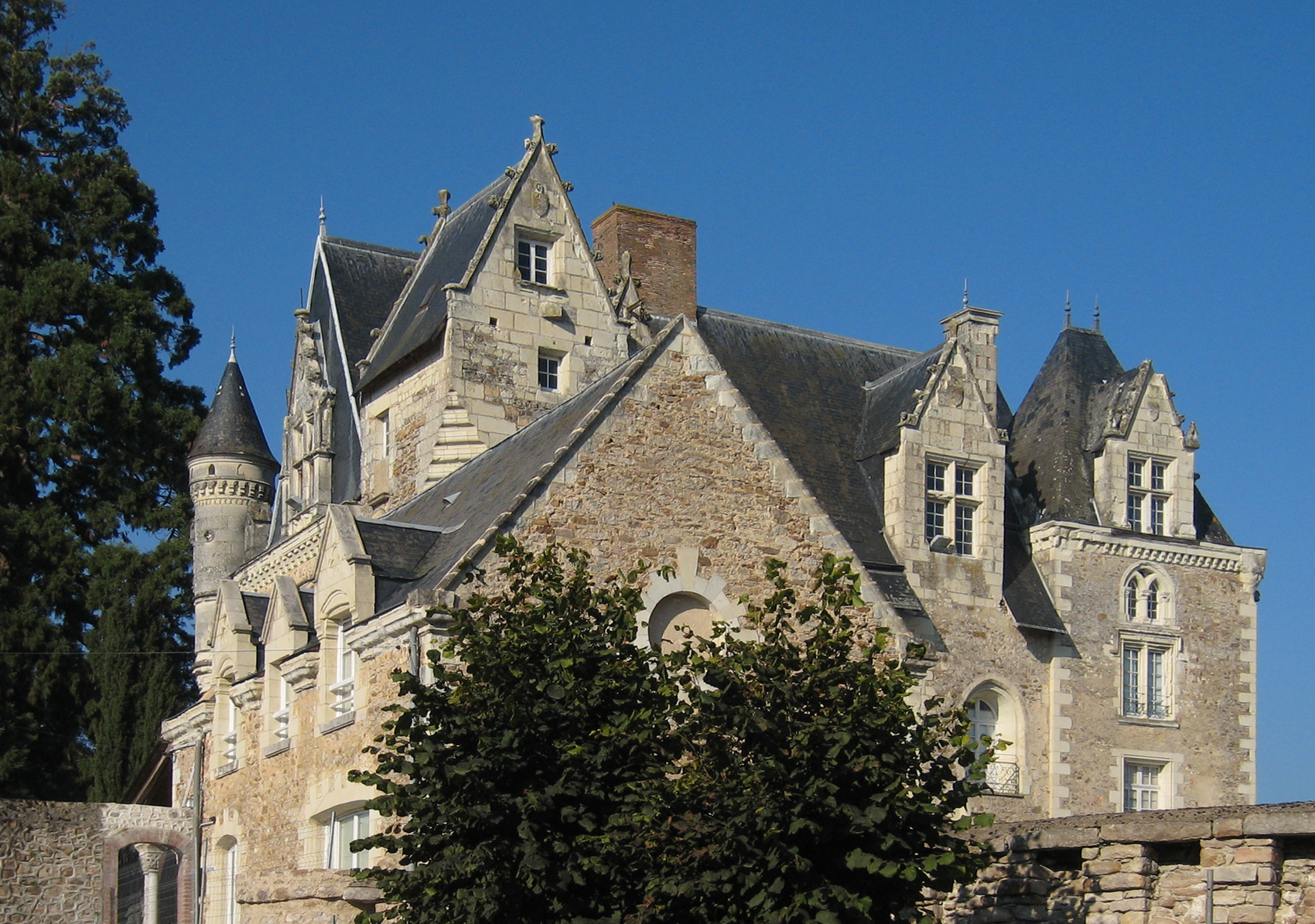
Château de Villevêque.

## Histoire
Hubert de Vendôme, évêque d'Angers, mentionne cette résidence épiscopale dès 1025.
En 1317, Guillaume Le Maire, évêque d'Angers, y prête serment au roi de France Philippe V.
En 1428, Yolande d'Aragon donne mille écus à l'évêque Hardouin de Bueil pour reconstruire un nouveau logis.
Jean de Beauvau, évêque d'Angers, fait reconstruire entièrement l'édifice entre 1448 et 1465, après les destructions occasionnées par la guerre de Cent Ans. 
Au début du XVIe siècle, un des derniers évêques à résider à Villevêque fut François de Rohan que l'on soupçonna d'avoir fait aménager une niche secrète pour y cacher cent mille écus.
En 1791, le château de Villevêque est vendu comme bien national. Le domaine va revenir à une succession de propriétaires privés. 
En 1960, le propriétaire du château, Auguste Durel, fait installer le long de l'aile sud, 12 colonnes du Cloître d'Elne, dans les Pyrénées-Orientales.

## Musée-château
En 2003, la ville d'Angers reçoit, par legs de son dernier propriétaire et donateur, monsieur Daniel Duclaux, le château de Villevêque et la collection d'objets d'art qu'il contient. La même année, est ouvert au public, le musée-château de Villevêque, rattaché au musée des beaux-arts d'Angers. 
Dans le musée-château de Villevêque est exposée la collection particulière de l'ancien propriétaire des lieux. 
Parmi cette collection riche de plus de 900 œuvres, une centaine de meubles anciens, une soixantaine de livres anciens, manuscrits et incunables, des céramiques italiennes et hispano-mauresques, émaux du Limousin, 70 objets d'art (sculptures) en pierre ou en bois polychrome du Moyen Âge et tapisseries des Flandres de l'époque Renaissance. 
Seul le rez-de-chaussée est ouvert aux visiteurs, présentant essentiellement des sculptures, des tapisseries, des émaux, des céramiques. Parmi les pièces principales, une Vierge de l'Annonciation, statue polychrome siennoise du début du XVe siècle de Jacopo della Quercia et une tapisserie de Tournai du début du XVIe siècle représentant La condamnation de Banquet.
La collection a fait l'objet d'une exposition temporaire au Musée des Beaux-Arts d'Angers du 9 novembre 2018 au 24 février 2019 sous le titre Splendeurs médiévales, la collection Duclaux révélée.

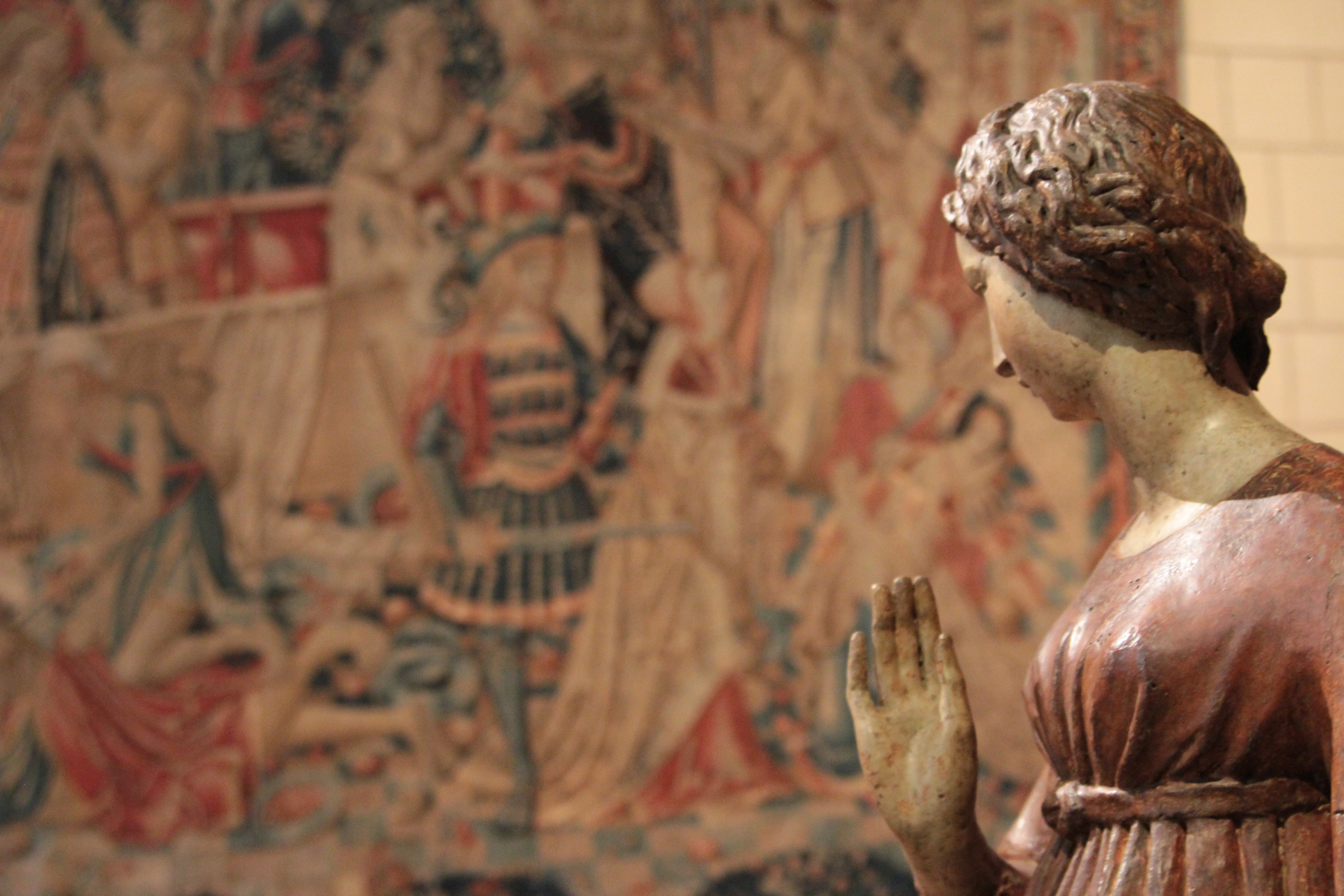
Vierge de l'Annonciation et tapisserie de La Condamnation de Banquet